# بيل ماير (رسام)
بيل ماير (بالإنجليزية: Bill Meyer)‏ هو رسام أسترالي، ولد في 10 ديسمبر 1942 في ملبورن في أستراليا.